# Astronesthes haplophos
Astronesthes haplophos es una especie de pez de la familia Stomiidae en el orden de los Stomiiformes.

## Hábitat
Es un pez de mar y de aguas profundas que vive hasta 2.000 m de profundidad.

## Distribución geográfica
Se encuentra en el  Atlántico oriental central: 12 ° 07'N, 23 ° 08'W.